# Premi Sur a la millor opera prima
Els següents són els títols de les pel·lícules nominades i de les guanyadoras del Premi Sur a la millor opera prima des de la seva primera edició, el 2006:

## Premis
| pel·lícula                          | Director                                         | Resultat   |      |      |      |
| 2020                                | 2020                                             | 2020       | 2020 | 2020 | 2020 |
| ----------------------------------- | ------------------------------------------------ | ---------- | ---- | ---- | ---- |
| El maestro                          | Julián Dabien i Cristina Tamagnini               | Guanyadora |      |      |      |
| Emilia                              | César Sodero                                     | Nominada   |      |      |      |
| Giro de ases                        | Fernando Díaz i Sebastián Tabany                 | Nominada   |      |      |      |
| La casa de Argüello                 | Valentina Llorens                                | Nominada   |      |      |      |
| 2019                                |                                                  |            |      |      |      |
| Las buenas intenciones              | Ana García Blaya                                 | Guanyadora |      |      |      |
| Ciegos                              | Fernando Zuber                                   | Nominada   |      |      |      |
| Flora no es un canto a la vida      | Iar Said                                         | Nominada   |      |      |      |
| La botera                           | Sabrina Blanco                                   | Nominada   |      |      |      |
| 2018                                |                                                  |            |      |      |      |
| El motoarrebatador                  | Agustín Toscano                                  | Guanyadora |      |      |      |
| El amor menos pensado               | Juan Vera                                        | Nominada   |      |      |      |
| La reina del miedo                  | Valeria Bertuccelli i Fabiana Tiscornia          | Nominada   |      |      |      |
| Los Corroboradores                  | Luis Bernardez                                   | Nominada   |      |      |      |
| 2017                                |                                                  |            |      |      |      |
| El invierno                         | Emiliano Torres                                  | Guanyadora |      |      |      |
| El peso de la ley                   | Fernán Mirás                                     | Nominada   |      |      |      |
| La novia del desierto               | Cecilia Atán i Valeria Pivato                    | Nominada   |      |      |      |
| Temporada de caza                   | Natalia Garagiola                                | Nominada   |      |      |      |
| 2016                                |                                                  |            |      |      |      |
| Cómo funcionan casi todas las cosas | Fernando Salem                                   | Guanyadora |      |      |      |
| Camino a La Paz                     | Francisco Varone                                 | Nominada   |      |      |      |
| Hijos nuestros                      | Juan Fernández Gebauer i Nicolás Suárez          | Nominada   |      |      |      |
| 8 tiros                             | Bruno Hernández                                  | Nominada   |      |      |      |
| 2015                                |                                                  |            |      |      |      |
| Ciencias naturales                  | Matías Lucchesi                                  | Guanyadora |      |      |      |
| El incendio                         | Juan Schnitman                                   | Nominada   |      |      |      |
| La calle de los pianistas           | Mariano Nante                                    | Nominada   |      |      |      |
| La Salada                           | Juan Martín Hsu                                  | Nominada   |      |      |      |
| 2014                                |                                                  |            |      |      |      |
| De martes a martes                  | Gustavo Triviño                                  | Guanyadora |      |      |      |
| Los dueños                          | Ezequiel Radusky i Agustín Toscano               | Nominada   |      |      |      |
| El critico                          | Hernán Guerschuny                                | Nominada   |      |      |      |
| Muerte en Buenos Aires              | Natalia Meta]                                    | Nominada   |      |      |      |
| 2013                                |                                                  |            |      |      |      |
| Antes                               | Daniel Gimelberg                                 | Guanyadora |      |      |      |
| Caídos del mapa                     | Leandro Mark i Nicolás Silbert                   | Nominada   |      |      |      |
| Los salvajes                        | Alejandro Fadel                                  | Nominada   |      |      |      |
| Villegas                            | Gonzalo Tobal                                    | Nominada   |      |      |      |
| 2012                                |                                                  |            |      |      |      |
| Las acacias                         | Pablo Giorgelli                                  | Guanyadora |      |      |      |
| El último Elvis                     | Armando Bó Jr                                    | Nominada   |      |      |      |
| Medianeras                          | Gustavo Taretto                                  | Nominada   |      |      |      |
| Todos tenemos un plan               | Ana Piterbag                                     | Nominada   |      |      |      |
| 2011                                |                                                  |            |      |      |      |
| El estudiante                       | Santiago Mitre                                   | Guanyadora |      |      |      |
| El túnel de los huesos'             | Nacho Garassino                                  | Nominada   |      |      |      |
| Fase 7                              | Nicolás Goldbart                                 | Nominada   |      |      |      |
| Vaquero                             | Juan Minujín                                     | Nominada   |      |      |      |
| 2010                                |                                                  |            |      |      |      |
| Sin retorno                         | Miguel Cohan                                     | Guanyadora |      |      |      |
| Andrés no quiere dormir la siesta   | Daniel Bustamante                                | Nominada   |      |      |      |
| Rompecabezas                        | Natalia Smirnoff                                 | Nominada   |      |      |      |
| Sangre del Pacífico                 | Boy Olmi                                         | Nominada   |      |      |      |
| 2009                                |                                                  |            |      |      |      |
| El asaltante                        | Pablo Fendrik                                    | Guanyadora |      |      |      |
| Mentiras piadosas                   | Diego Sabanés                                    | Nominada   |      |      |      |
| Música en espera                    | Hernán Goldfrid                                  | Nominada   |      |      |      |
| 2008                                |                                                  |            |      |      |      |
| Cordero de Dios                     | Lucía Cedrón                                     | Guanyadora |      |      |      |
| La León                             | Santiago Otheguy                                 | Nominada   |      |      |      |
| Rancho aparte                       | Edi Flehner                                      | Nominada   |      |      |      |
| UPA! Una pel·lícula argentina       | Tamae Garateguy / Santiago Giralt / Camila Toker | Nominada   |      |      |      |
| 2007                                |                                                  |            |      |      |      |
| XXY                                 | Lucía Puenzo                                     | Guanyadora |      |      |      |
| Cara de queso                       | Ariel Winograd                                   | Nominada   |      |      |      |
| Hamaca paraguaya                    | Paz Encina                                       | Nominada   |      |      |      |
| La señal                            | Ricardo Darín                                    | Nominada   |      |      |      |
| 2006                                |                                                  |            |      |      |      |
| El custodio                         | Rodrigo Moreno                                   | Guanyadora |      |      |      |
| Cándido López                       | José Luis García                                 | Nominada   |      |      |      |
| Cautiva                             | Gastón Birabén                                   | Nominada   |      |      |      |
| Nordeste                            | Juan Solanas                                     | Nominada   |      |      |      |